# Kool Shen
Pour le footballeur brésilien, voir Bruno Lopes (football).
Pour les articles homonymes, voir Shen et Lopes.
Kool Shen (/kuːl ʃɛn/), pseudonyme de Bruno Lopes, né le 9 février 1966 à Saint-Denis (France), est un rappeur, producteur, breaker, graffeur, acteur et joueur de poker français d’origine franco-portugaise. Cofondateur du groupe de rap Suprême NTM avec JoeyStarr, il fait partie des figures majeures du rap français. En 2004, il publie son premier album solo intitulé Dernier Round. Parallèlement à sa carrière musicale, Kool Shen se consacre également au poker de haut niveau.

## Biographie

### Enfance
Bruno Lopes naît le 9 février 1966 à Saint-Denis d'un père d'origine portugaise et d'une mère d'origine bretonne. Son père est haltérophile et menuisier dans le BTP, sa mère professeur d'anglais. Son enfance est marquée par le sport ; breakdancer, il danse par passion jusqu'à ce qu'un voyage aux États-Unis lui change la vie et lui donne une ambition. Enfant, il se consacre au football, au point de se voir proposer l'entrée au centre de formation du RC Lens, à l'âge de 14 ans, proposition qu'il décline au profit de sa nouvelle passion, le mouvement hip-hop alors tout juste balbutiant en France. Il commence à écrire à l’âge de 18 ans. Il s'exerce au free-style lors d'émissions sur radio Nova, à l'époque avec JoeyStarr.
Il effectue son service national au 35e régiment d'infanterie à Belfort[réf. nécessaire].

### Années NTM (1983–2001)

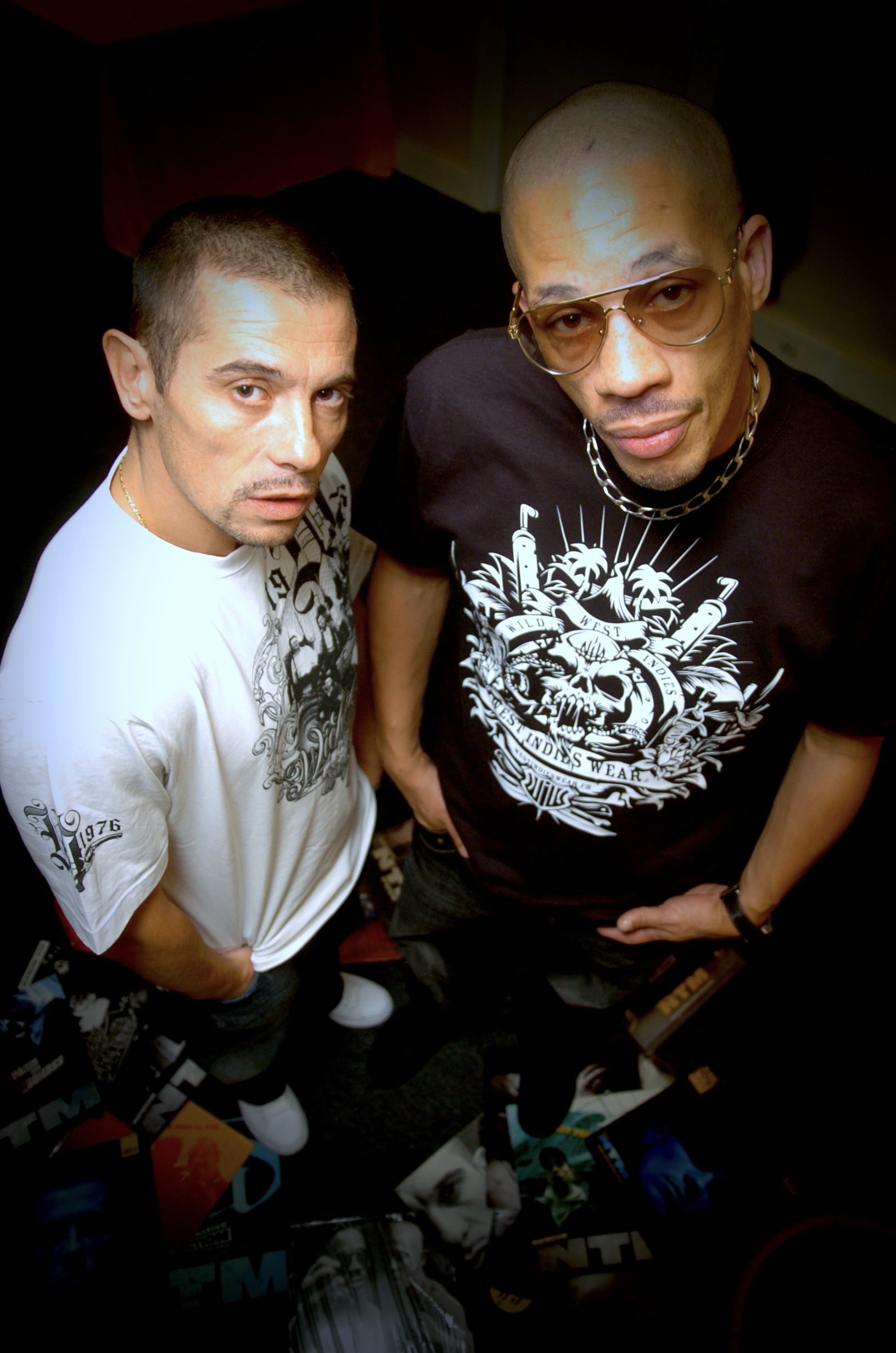
Kool Shen et Joeystarr, le 17 septembre 2008 dans les coulisses du palais omnisports de Paris-Bercy, à la veille du début d'une tournée de NTM en France.

Bruno Lopes contribue à faire du Suprême NTM un duo de rap hardcore détonnant, contrastant avec l'énergie plus brute de son acolyte JoeyStarr. Mélancolique, lyrique, sensible et poétique, résolument engagé dans ses textes, il est aussi une référence en matière de flow hip-hop en langue française[réf. nécessaire], hypnotisant, rapide, technique, funky[réf. nécessaire] (L'argent pourrit les gens, 93… J'appuie sur la gâchette, Dans le vent, Police, Come again, That's my people, Odeurs de soufre, et Laisse pas traîner ton fils).

Après avoir soutenu la marque Com8 de son ex-complice JoeyStarr, Kool Shen lance en 2000 sa propre marque de streetwear, 2 High (en anglais : Too High / Trop haut ou trop défoncé en français),, arrêtée en 2007 tout comme le label IV my people. Les anciens membres du collectif lancent une nouvelle marque streetwear par la suite, Wicked One.
Entretemps, il sort au printemps 2004 (19 avril 2004) un album solo intitulé Dernier Round (meilleure vente rap 2004 en France avec 220 000 exemplaires vendus), son premier album solo, qui atteint la 17e place des classements musicaux français, avant de mettre (officiellement) un terme à sa carrière en tant que rappeur. Sur cet album, Kool Shen rend hommage à Virginie Sullé (Lady V), qui a été sa compagne de 1986 à 1997, dans le titre Un ange dans le ciel. Il rencontre un vif succès grâce à ce hit, qui fut beaucoup diffusé à la radio[réf. nécessaire]. Avant de tirer sa révérence, la face sombre de NTM, comme il se définit lui-même, sort un mini-album avec un morceau en featuring avec Rohff et Dadoo, L'Avenir est à nous.

### Années IV My People (2001–2009)
Kool Shen se consacre entièrement à son label, IV My People en tant que producteur, label qui a déjà vu naître des artistes comme Busta Flex, Serum, les premiers solos d'artistes confirmés (Zoxea, ou encore l'américaine Toy et Les Spécialistes). Il donne le vendredi 22 avril 2005 un concert d'adieu dans un Zénith de Paris tout acquis à sa cause. Il sortira un CD-DVD de ce concert intitulé Dernier Round au Zénith. Parallèlement, il continue cependant de signer des featurings sur les albums d'autres rappeurs. Après la sortie de la compilation IV My People Mission, le label IV My People et sa marque de streetwear, 2 High, déposent le bilan et le collectif se dissout. Il arrivera quand même à faire signer Salif, Jeff Le Nerf et lui-même chez AZ, le label de Valery Zeitoun. Pour ce qui est des autres, Serum, Toy, rien n'est précisé, probablement en indépendant[réf. nécessaire].

### Reformation de Suprême NTM (2008)
Conjointement avec son ancien complice JoeyStarr, il annonce officiellement le 13 mars 2008 sur le plateau du Grand Journal de Michel Denisot, la reformation du groupe Suprême NTM, figure de proue du rap français des années 1990 dissoute en 1998 ; réunion qui se matérialise par une série de cinq concerts qui se tiendront au Palais omnisports de Paris-Bercy en septembre 2008, puis sur une tournée à travers toute la France, et les pays frontaliers dont la Belgique et la Suisse.

### Crise de conscience(2009)
En avril 2009, il annonce son grand retour en solo avec un teaser où on le voit incarner un boxeur. Alors que certains s'attendaient à un nouvel album du Suprême NTM, il prépare Crise de conscience. L’album sort le 2 novembre 2009. Il comporte quinze titres avec en vedette JoeyStarr, Jeff Le Nerf, J. Mi Sissoko, Salif, Blacko. À l'occasion de la sortie de cet album, Kool Shen tente un coup marketing en devenant le sponsor maillot de l'Olympique lyonnais pour le match entre l'Olympique lyonnais et l'Olympique de Marseille.

### Carrière de joueur de poker

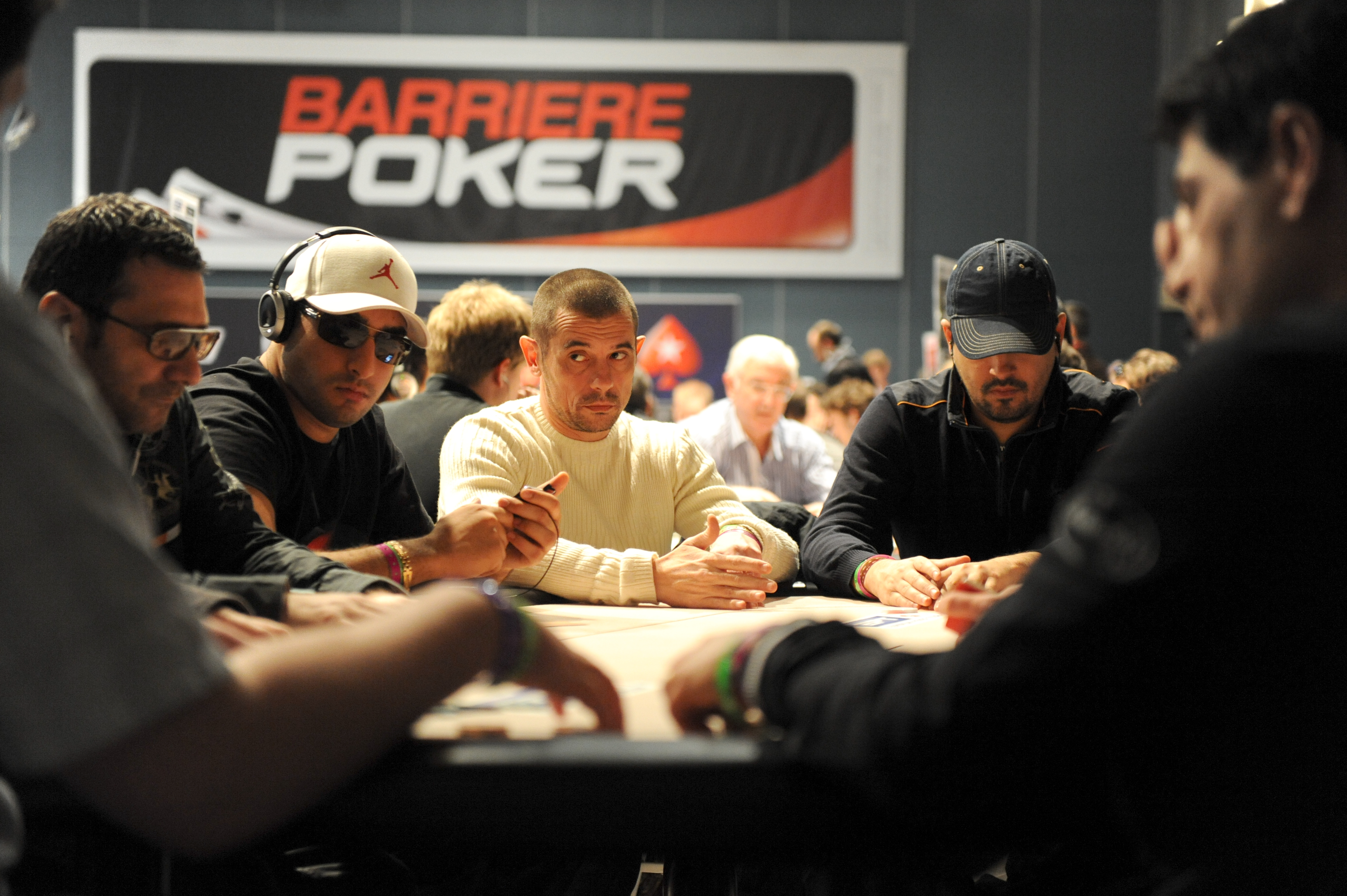
Kool Shen, le 28 janvier 2011 lors du tournoi de Deauville de l'European Poker Tour.

Parallèlement à sa carrière musicale, Kool Shen se consacre également au poker de haut niveau. Il est sponsorisé par PokerStars sur plusieurs tournois, rejoint en 2010 l'équipe Poker-Leader, et est à partir du 25 novembre 2012 sponsorisé par Winamax. Considéré comme un bon joueur français de tournois de No Limit Hold'em[réf. nécessaire], il a plusieurs succès à son palmarès.
Il atteint six fois les places payées lors d'un European Poker Tour, sa meilleure performance étant une deuxième place à Monte-Carlo le 7 mai 2022 pour un gain de 703 990 euros. Il compte également plusieurs places payées sur des World Poker Tour, des World Series Of Poker et sur d'autres tournois. Il remporte deux tournois importants : le Main Event des Euro Finals of Poker 2012 (5 000 € Diamond Championship) à l'Aviation Club de France le 29 janvier 2012 pour 100 000 euros et le World Poker Tour National Series de Cannes le 4 juin 2012 pour 108 000 euros. Le 05 mai 2022 il termine à la deuxième place du High Roller 25 000 € No Limit Hold'em de l'EPT Monte Carlo pour 703 990 euros. Ses gains en tournois s'élèvent en octobre 2022 à 1 953 067 dollars américains.

### Carrière d'acteur[26]
Au début des années 2000, il décide de devenir acteur et est coaché par Fred Saurel. On a d'abord pu le voir apparaître dans le film Old School de Karim Abbou et Kader Ayd aux côtés de son complice JoeyStarr, de Ramzy Bedia ou d'Élie Semoun, puis dans un second rôle de la comédie La Beuze de François Desagnat et Thomas Sorriaux avec Michaël Youn, Gad Elmaleh et Omar Sy.
En 2013, la réalisatrice Catherine Breillat fait appel à lui et le dirige dans son premier rôle important, un personnage inspiré de Christophe Rocancourt, face à Isabelle Huppert pour le film autobiographique Abus de faiblesse, qui sort en salle au début de l'année 2014.
Depuis, il semble vouloir s'impliquer plus sérieusement dans une carrière de comédien ; il enchaîne avec des rôles dans la série télévisée Paris diffusée sur Arte, et dans Soldat blanc, téléfilm sur la guerre d'Indochine réalisé par Érick Zonca pour Canal+.
En 2016, il joue le rôle du père d'un jeune surfeur mort des suites d'un accident, dont les organes pourraient être prélevés pour sauver trois jeunes femmes, dans Réparer les vivants de Katell Quillévéré.
En 2018, il incarne le rôle de Winny, dans Paradise Beach, réalisé par Xavier Durringer.
En 2020, il joue le personnage de Cisco, un braqueur, dans la huitième et dernière saison de la série Engrenages.

### Vie privée
Kool Shen a vécu de 1986 à 1997 durant 12 ans avec Virginie Sullé, aussi connue sous le nom de Lady V, graffeuse et danseuse du groupe NTM, née en 1971 ; elle est morte le 3 septembre 2000 dans un accident de voiture à Hossegor.

### Télévision
En mars 2016, lors de l'émission Touche pas à mon poste !, il révèle avoir reçu une proposition d'intégrer le jury de coachs de la première saison de l’émission The Voice mais a refusé, ne se sentant pas capable de coacher des apprentis chanteurs.

### Condamnations judiciaires
En novembre 1996, Kool Shen et JoeyStarr sont condamnés par le tribunal correctionnel de Toulon à six mois de prison, dont trois mois avec sursis, avec interdiction « d'exercer la profession de chanteur de variétés » pendant six mois, pour « propos outrageants » envers les forces de l'ordre, lors du concert de La Seyne-sur-Mer le 14 juillet 1995. NTM fait appel et, le 12 mai 1997, la cour d'appel d'Aix-en-Provence allège le jugement du Tribunal de Toulon et condamne les deux musiciens à 50 000 francs d'amende et deux mois d'emprisonnement avec sursis.

### Décoration
- Officier de l'ordre des Arts et des Lettres (2025)[32]

## Discographie

### Albums solo
- 2004 : Dernier Round
- 2005 : Dernier Round au Zénith (live)
- 2009 : Crise de conscience
- 2016 : Sur le fil du rasoir

### Avec Suprême NTM
- 1991 : Authentik
- 1993 : 1993... J'appuie sur la gâchette
- 1995 : Paris sous les bombes
- 1995 : NTM Live (maxi 5 titres)
- 1998 : Suprême NTM
- 1998 : 93 Party (maxi 6 titres)
- 2000 : NTM Live... du Monde de demain à Pose ton gun (live)
- 2001 : NTM - Le Clash
- 2007 : Best of
- 2009 : On est encore là : Bercy 2008 (live)
- 2019 : La Der. L'Ultime Concert à l'Accorhotels Arena (live)

### Avec IV My People
- 2000 : Certifié conforme
- 2002 : IV My People Zone
- 2006 : IV My People Mission (avec Orishas, IV My People et Salif)

### Apparitions
Il y a en tout près d'une cinquantaine de chansons sur lesquelles Kool Shen a posé, outre les chansons d'NTM, dont :
- 1990 : NTM - Je rap sur la compile Rappattitude
- 1992 : Psykopat Feat Kool Shen - Phénomenal attack qui est un inédit présent sur l'album Antholopsy - De 1992 à 2007
- 1995 : Raggasonic Feat NTM - Aiguisé comme une lame sur l'album éponyme de Raggasonic
- 1996 : Emyline Outkast Feat Capelline Apprends à lire sur l'album Tutenuime
- 1997 : Afro Jazz Feat NTM - Guerre des nerfs sur l'album d'Afro Jazz, Afrocalypse
- 1998 : Busta Flex Feat NTM - Freestyle session sur l'album Busta Flex

Busta Flex Feat Kool Shen - J'fais mon job à plein temps sur l'album Busta Flex
- 1999 : Zoxea Feat Kool Shen - Contrôle sur l'album de Zoxea, À mon tour d'briller
- 2001 : Salif Feat Kool Shen & Zoxea - Sous bass et drum oblige sur l'album de Salif, Tous Ensemble Chacun Pour Soi
- 2002 : Sages Poètes de la Rue Feat Kool Shen & Nysay - Thugs sur l'album des Sages Po', Après l'orage
- 2003 : Kool Shen Feat Oxmo Puccino, Baby, Toy & Jeff Le Nerf - Mission TV sur la BO du film Double Zéro
- 2003 : Kool Shen Feat Toy - Baby sur la BO du film Double zéro
- 2003 : Serum Feat Kool Shen - Fallait s'y attendre sur l'album de Serum, On vit comme on peut
- 2003 : Kool Shen - Quand j'prends l'mic (Version Originale) sur la Mixtape de DJ Goldfingers et DJ Kost Double Face 5
- 2004 : Zoxea Feat Kool Shen - T'as changé sur l'album de Zoxea, Dans la lumière
- 2004 : Oxmo Puccino Feat Kool Shen - Un flingue et des roses sur l'album d'Oxmo, Cactus de Sibérie et l'album de IV My People, IV My People Mission
- 2004 : Kool Shen Feat Serum - Du 93 au 94 sur la compilation Street Lourd Hall Stars
- 2004 : Kool Shen Feat Disiz la Peste - Nos pires ennemis sur la BO du film Dans tes rêves
- 2004 : Kool Shen - C'est la session freestyle sur la compilation Session freestyle
- 2004 : Kery James Feat Kool Shen, Lino, A-P, Blacko, Busta Flex, Passi, Disiz la Peste, Ol Kainry, Jacky Brown, etc. - Relève la tête sur l'album de Kery James Savoir et vivre ensemble
- 2005 : Kool Shen Feat Serum - Paradis du son sur la compile Rap performance
- 2005 : Kool Shen - Y'a plus de place sur la compile Ma conscience
- 2005 : Kool Shen - 38 district sur la mixtape Juste un coup 2 beat
- 2005 : Alcide H Feat Kool Shen, Dany Boss & Djaka - Adrénaline sur le Street CD d'Alcide H, Ambiances nocturnes
- 2005 : Lord Kossity Feat Kool Shen - Oh no Remix sur l'album de Lord Kossity, Booming System
- 2006 : Nysay feat. Kool Shen - Hier ressemble à demain sur l'album de Nysay, Au pied du mur
- 2006 : Sinik feat. Kool Shen - Si proche des miens sur l'album de Sinik, Sang froid
- 2006 : Kool Shen feat. Jeff Le Nerf - Les yeux dans la banlieue sur la compile Les yeux dans la banlieue
- 2006 : Merlin au Mic feat. Kool Shen - Y'en a en stock sur le Street CD de Merlin, Vers l'avenir
- 2006 : Enhancer feat. Kool Shen - Hot sur l'album d'Enhancer, Electrochoc
- 2006 : Enhancer feat. Kool Shen feat. David Banner - Hot Remix sur la compile Dis l'heure 2 hip Hop Rock
- 2007 : EXS feat. Kool Shen - Ainsi va la vie sur le Street CD d'EXS, 10 ans plus tard
- 2007 : Psykopat feat. Kool Shen - Phénomenal attack sur le Street CD des Psykopat, Antholopsy
- 2007 : Youssoupha Feat Kool Shen - Le monde est à vendre sur l'album de Youssoupha, À Chaque Frère
- 2007 : Kool Shen feat. Myssa, Lorenzo, Donia & Kurtis - Morts pour rien sur la compile Morts pour rien (Hommage à Ziad et Bouna)
- 2007 : Kool Shen feat. Dany Boss - Tu te rappelles sur la compile Premier combat Vol.1
- 2008 : Kool Shen feat. Salif - Self control sur la compilation de Wealstarr
- 2009 : Kool Shen - Crise de conscience
- 2009 : Kool Shen - Vivre dans l'urgence
- 2009 : Kool Shen feat. Blacko - eldorado crise de conscience
- 2009 : Kool Shen feat. Salif - C'est bouillant crise de conscience
- 2009 : Kool Shen feat. Jeff le nerf - Rappelle-toi crise de conscience
- 2009 : Kool Shen - Jusqu'au Bout feat J.Mi Sissoko crise de conscience
- 2009 : Kool Shen feat. Jeff le Nerf - les yeux dans la banlieue 2
- 2009 : Wanderlei Silver feat. Kool Shen - Triste tec
- 2010 : Kool Shen - Foot de rue pour le générique de Foot de rue, saison 3
- 2010 : Kool Shen feat. Rim-K - Reste pas là sur Street Lourd 2
- 2010 : Kool Shen - Bounce, Remix Live J'reviens
- 2010 : Touareg Records feat. Kool Shen - Depuis le départ
- 2011 : Jeff Le Nerf feat. Kool Shen - IV My People sur l'album Ennemis D’État de Jeff Le Nerf
- 2013 : Akhenaton, Disiz, Dry, Kool Shen, Lino, Nekfeu, Nessbeal, Sadek, Sneazzy, S.Pri Noir, Still Fresh, Soprano & Taïro - Marche, BO du film La Marche
- 2014 : Busta Flex feat. Zoxea, Kool Shen & Lord Kossity - Soldat (4MyPeople Remix) sur le maxi de Busta Flex, Soldat
- 2016 : Jeff Le Nerf feat. Demi Portion & Kool Shen - Tout part de là
- 2016 : Jeff Le Nerf et Furax Barbarossa feat Kool Shen - Océans de couleuvres
- 2018 : Suprême NTM feat. Sofiane - Sur le drapeau sur l'album 93 Empire[33]
- 2019 : FFB - Mosh Pit ft. Suprême NTM, Lord Kossity
- 2019 : Seth Gueko & Kool Shen - Les 5 Doigts de la main (BO du film Paradise Beach)
- 2020 : Sofiane x Kool Shen - Undustry, EP L'Homme de l'ombre Œuvre d'art

## Clips
- 1999 : That's my people. Réalisé par Tristan et Gilles
- 2000 : United we stand (avec Toy). Réalisé par J.G. Biggs
- 2002 : Are You Ready? (avec Toy). Réalisé par J.G. Biggs
- 2004 : Qui suis-je ? (acteurs : Samuel Le Bihan et Jo Prestia). Réalisé par J.G. Biggs.
- 2004 : II shoot IV my people (avec Big Ali). Réalisé par J.G. Biggs.
- 2004 : Un ange dans le ciel. Réalisé par J.G. Biggs.
- 2005 : L'avenir est à nous (avec Rohff et Dadoo). (acteur : Tchéky Karyo) Réalisé par J.G. Biggs.
- 2005 : That's my people (live) (avec Sinik et Kery James). Réalisé par J.G. Biggs.
- 2006 : HOT (avec Enhancer et David Banner). Réalisé par HK corp.
- 2009 : J'reviens (avec JoeyStarr) (acteur : Philippe Nahon). Réalisé par RANI.
- 2009 : C'est bouillant (avec Salif).
- 2010 : Reste pas là (avec Rim'K) sur Street lourd 2.
- 2016 : Ma rime. Album à venir Sur le fil du rasoir. Réalisé par Def Jam Recordings France.
- 2016 : Faudra t'habituer (avec Jeff le Nerf). Réalisé par Def Jam Recordings France
- 2016 : Debout. Réalisé par Leïla Sy. Produit par Mani Deïz
- 2016 : Edgar. Réalisé par Def Jam Recordings France
- 2016 : Au pied de mon âme. Réalisé par Def Jam Recordings France

## Filmographie

### Cinéma
- 2000 : Old School de Kader Ayd et Karim Abbou : Jean-Louis, un garde du corps
- 2003 : La Beuze de François Desagnat et Thomas Sorriaux : Lord Fatal
- 2003 : Le cercle de la haine de Xavier Mauranne : propre rôle
- 2005 : Au petit matin de Xavier Gens : flic no 1
- 2014 : Abus de faiblesse de Catherine Breillat : Vilko Piran
- 2014 : Soldat blanc de Érick Zonca : le colonel Damien
- 2016 : Réparer les vivants de Katell Quillévéré : Vincent
- 2019 : Paradise Beach de Xavier Durringer : Vinny
- 2022 : Overdose d'Olivier Marchal : Bob Fontana
- 2024 : Petites mains de Nessim Chikhaoui : Thierry Bonneau

### Télévision
- 2014 : Soldat blanc de Érick Zonca : le colonel Damien
- 2015 : Paris de Gilles Bannier, série télévisée : Sacha
- 2020 : Validé de Franck Gastambide, série télévisée : lui-même
- 2020 : Engrenages d'Alexandra Clert, série télévisée : Cisco
- 2022 : Syndrome E de Laure de Butler : Virgile di Maria

### Concerts enregistrés et DVD musicaux
- 2000 : NTM Live 98 - Du Monde de Demain à Pose Ton Gun de François Bergeron
- 2001 : NTM, Le Clash (tous les clips du Suprême NTM)
- 2005 : Dernier Round au Zénith

### Documentaires
- 2000 : Authentiques - Un an avec NTM documentaire d'Alain Chabat et Sear
- 2003 : On n'est pas des marques de vélo de Jean-Pierre Thorn (propre rôle)